# Yukiko Okada
Yukiko Okada (岡田 有希子), född 22 augusti 1967 i Ichinomiya, död 8 april 1986 i Yotsuya, var en japansk idol, sångerska och skådespelerska. Hon vann talangshowen Star Tanjō! på Nippon Television 1983. 

## Biografi
I april 1984 släppte Okada sin första singel, "First Date". Året därpå spelade hon huvudrollen i TV-dramat Kinjirareta Mariko.
Den 8 april 1986 påträffades Okada blödande i sin lägenhet i Tokyo; lägenheten var full av gas. Okadas manager anlände och tog henne till ett sjukhus, där hon fick vård. Därefter fördes hon till Sun Music Building. Vid ett oövervakat ögonblick rusade Okada uppför trapporna, tog av sig skorna och hoppade från Sun Music Building, en sjuvåningsbyggnad. Orsaken till hennes självmord är okänd.

## Diskografi
Studioalbum
1. Cinderella (1984)
2. Fairy (1985)
3. Okurimono (1984)
4. Okurimono II (1985)
5. Jūgatsu no Ningyo (1985)
6. Venus Tanjō (1986)